# Marouane Fellaini
Marouane Fellaini-Bakkioui (em árabe, مروان عبداللطيف فيلايني ;Etterbeek, 22 de novembro de 1987) é um ex-futebolista belga que atuava como meio-campista.
Durante sua passagem pelo Everton chamou a atenção na Premier League pela sua qualidade no passe e porte físico para apoiar no ataque com jogadas aéreas.
Possui ascendência marroquina, o que lhe permitiria jogar pelo Marrocos. Sua transferência ao Everton teve um valor recorde na história do clube inglês, além disso, depois da Copa do Mundo 2014 seu passe ficou ainda mais valorizado.

## Carreira

### Standard Liège
Fellaini começou a jogar profissionalmente no Standard Liège da Bélgica em 2006 e ganhou o Campeonato Belga na temporada 2007-08 o que lhe deu visibilidade.

### Everton
O Everton o contratou em setembro de 2008 por 15 milhões de libras, um valor recorde para o clube.

### Manchester United
Acertou em 3 de setembro de 2013 com o Manchester United no último dia da janela de transferências pelo valor de 27,5 milhões de libras.

## Títulos
Standard Liège
- Campeonato Belga: 2007–08

Manchester United
- Copa da Inglaterra: 2015–16
- Supercopa da Inglaterra: 2016
- Copa da Liga Inglesa: 2016–17
- Liga Europa da UEFA: 2016–17

Shandong Luneng
- Copa da China: 2020, 2021 e 2022
- Superliga Chinesa: 2021

### Prêmios individuais
- 60º melhor jogador do ano de 2012 (The Guardian)[6]
- Chuteira de Ébano da Bélgica: 2008